# Ивасака
Ивасака (яп. 磐境) — в синтоизме каменный алтарь или насыпь, а также выложенная галькой площадка, в старину отмечавшая священное пространство, где поклоняются божеству и куда оно может нисходить.
Обычно эти площадки имели квадратную или круглую форму, в центре ивасака могло располагаться химороги или ветвь дерева сакаки.
Точно неизвестны ни вид ивасака, ни их распространённость, нет даже полной уверенности в их существовании. По одной из версий, ивасака синонимична каменному алтарю ивакура.